# Castelul contelui Nopcsa din Săcel

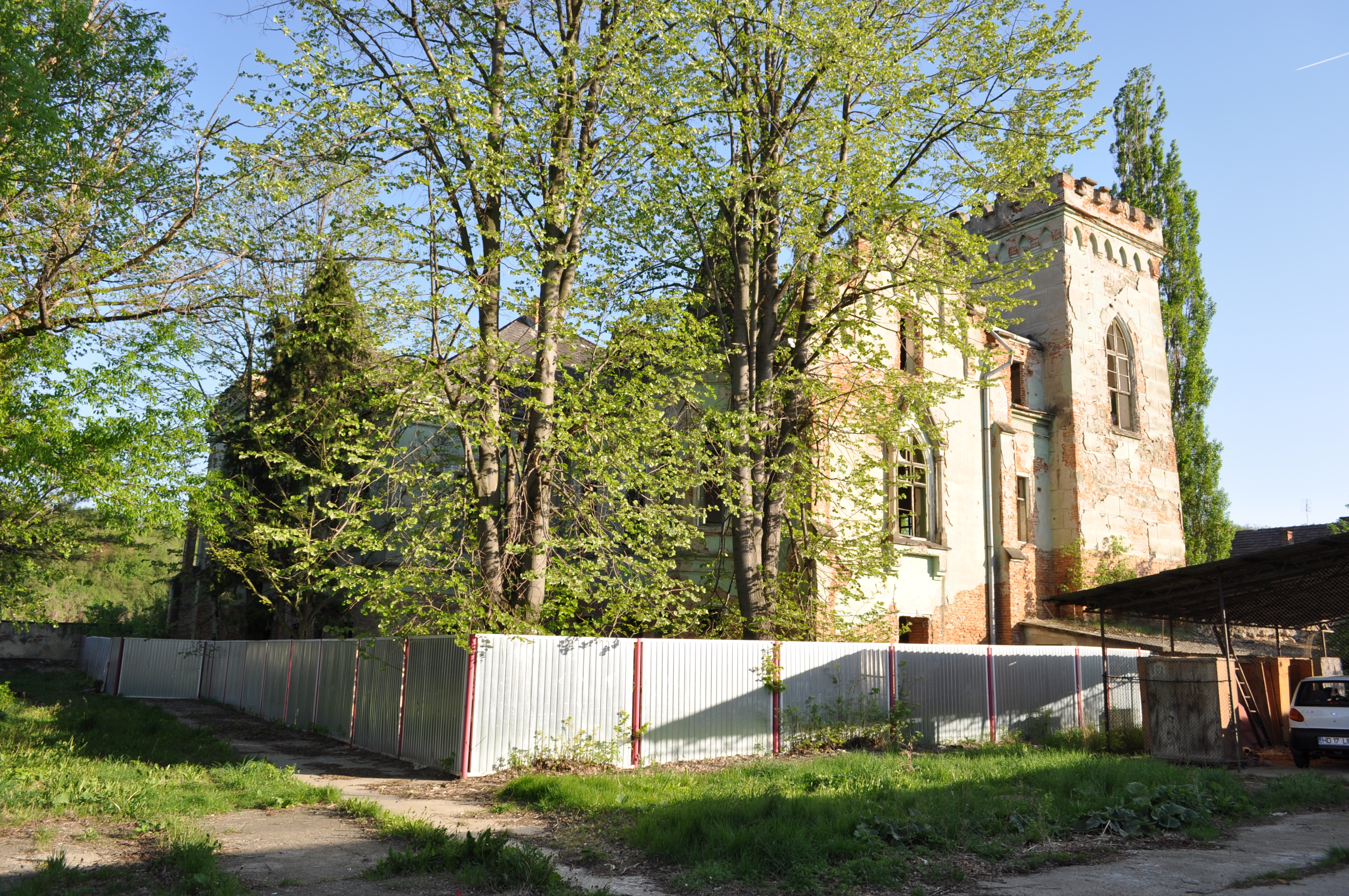
Castelul contelui Nopcsa din Săcel, foto: aprilie 2012.

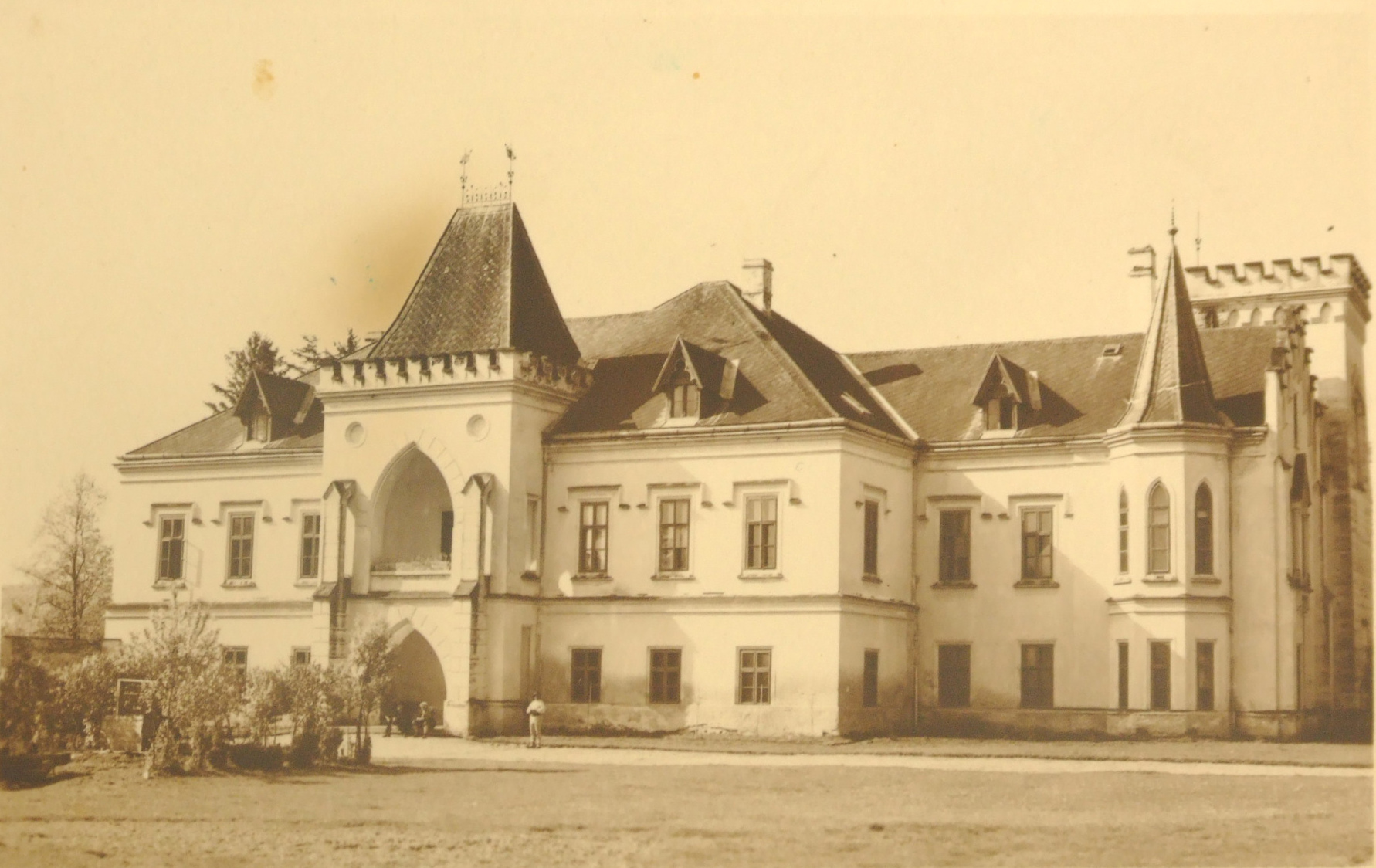
Imagine de epocă

Castelul Nopcsa a fost reședința familiei nobiliare Nopcsa din localitatea hunedoreană Săcel. Figurează pe noua listă a monumentelor istorice sub codul LMI: cod LMI HD-II-a-B-03439. Din cauza stării avansate de degradare (în trecut au mai căzut bucăți din tavan și fațada clădirii), accesul a fost interzis de Consiliul Județean Hunedoara, proprietarul clădirii, pentru evitarea unor accidente.

## Istoric și trăsături
Castelul a fost construit, pe două nivele, în jurul anului 1872. Are forma în plan alungită, cu fronton zimțat la fațada vestică, turn de colț impozant, cu forma în plan dreptunghiulară, cu creneluri, și turnuleț octogonal în partea de est. Fațada principală este accentuată de un rezalit central, de forma unui bastion.
Timp de mai multe decenii, castelul a fost în proprietatea familiei Naláczy, dar conform tradiței orale, aceasta ar fi avut atât de multe datorii la familia Nopcsa din Silvașu de Sus, încât în schimbul datoriei, baronul Nopcsa László (poreclit Fatia Negra - „Față neagră”) a pus sechestru pe acest domeniu. În anul 1872, administrarea proprietății a fost preluată de către fiul mai mic al baronului, Elek. Acesta a reconstruit castelul, s-a mutat în el și a practicat o agricultură modernă pe acest domeniu, fiind primul care a adus o mașină de treierat în județul Hunedoara. 
Primul fiu al lui Elek a fost aventurierul Ferenc (Franz), considerat și om de știință datorită rezultatelor semnificative obținute în domeniul paleontologiei. În toamna anului 1920 baronul Franz Nopcsa a revenit la reședința sa, însă în urma unei altercații cu țăranii localnici a trebuit să se retragă cu o fractură craniană la Sântămărie Orlea, pentru îngrijiri medicale.. Rămas cu sechele în urma acestui incident, în 1933 a suferit o depresie severă, în urma căreia și-a împușcat prietenul și secretarul Baiazid Doda (care dormea), după care s-a sinucis. Franz Nopcsa a fost ultimul descendent de sex masculin al familiei. 
În 1908 sora sa Ilona (1883-1963) se căsătorise cu contele Albert Pallavicini și s-a mutat în Italia. Moștenitorii nu au solicitat restituirea castelului.
Din toamna anului 2019 Castelul Nopcsa din satul Săcel a intrat în renovare. Investiția se ridică la două milioane de euro. Până acum au fost realizate lucrări de tencuire a fațadei, de turnare a șarpantei la parter, turnare a plăcii de beton la etaj, curățare a pereților, montajul scheletului la acoperiș, lucrări la șarpantă și tencuieli interioare.

## Imagini

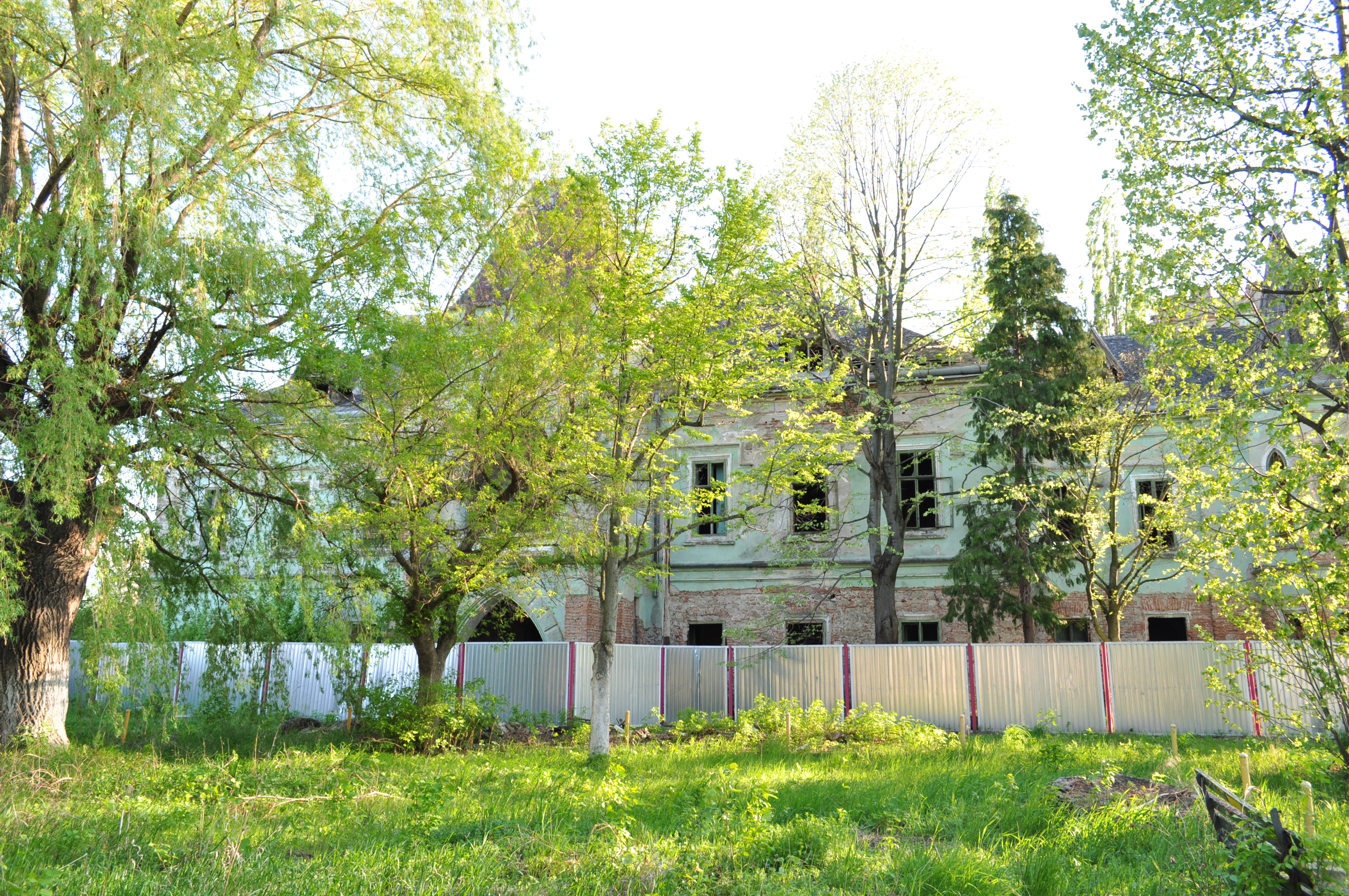
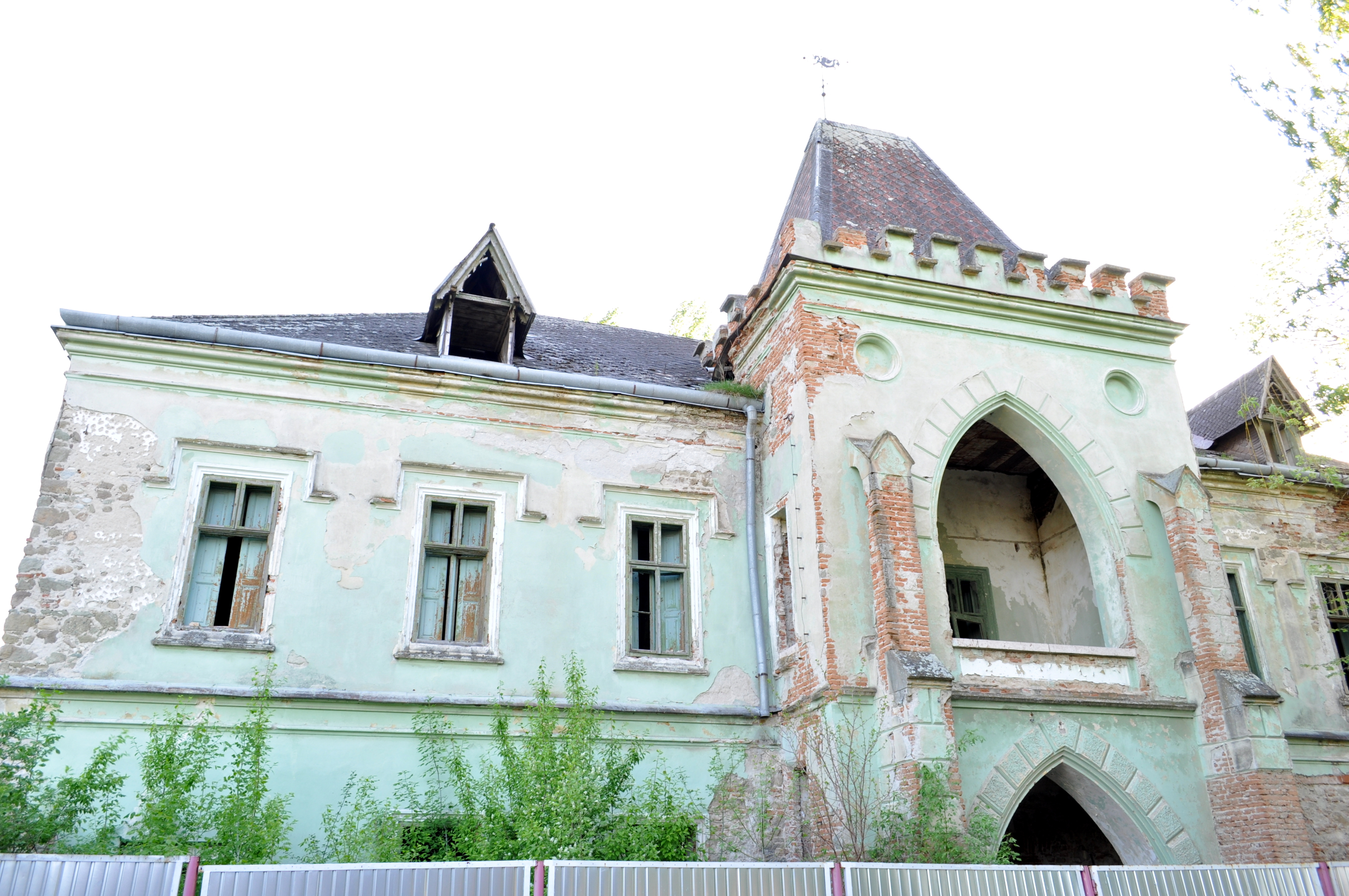
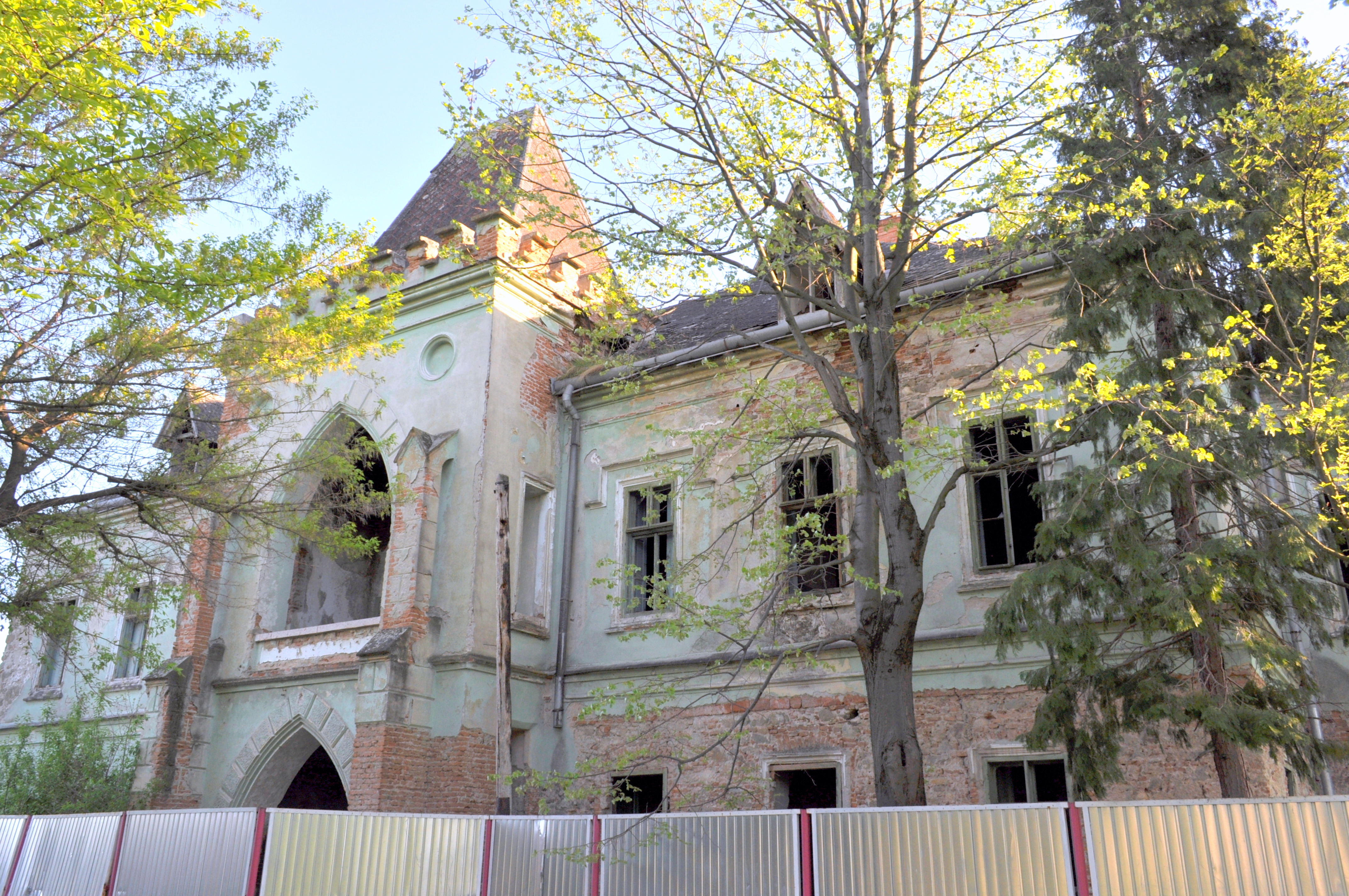
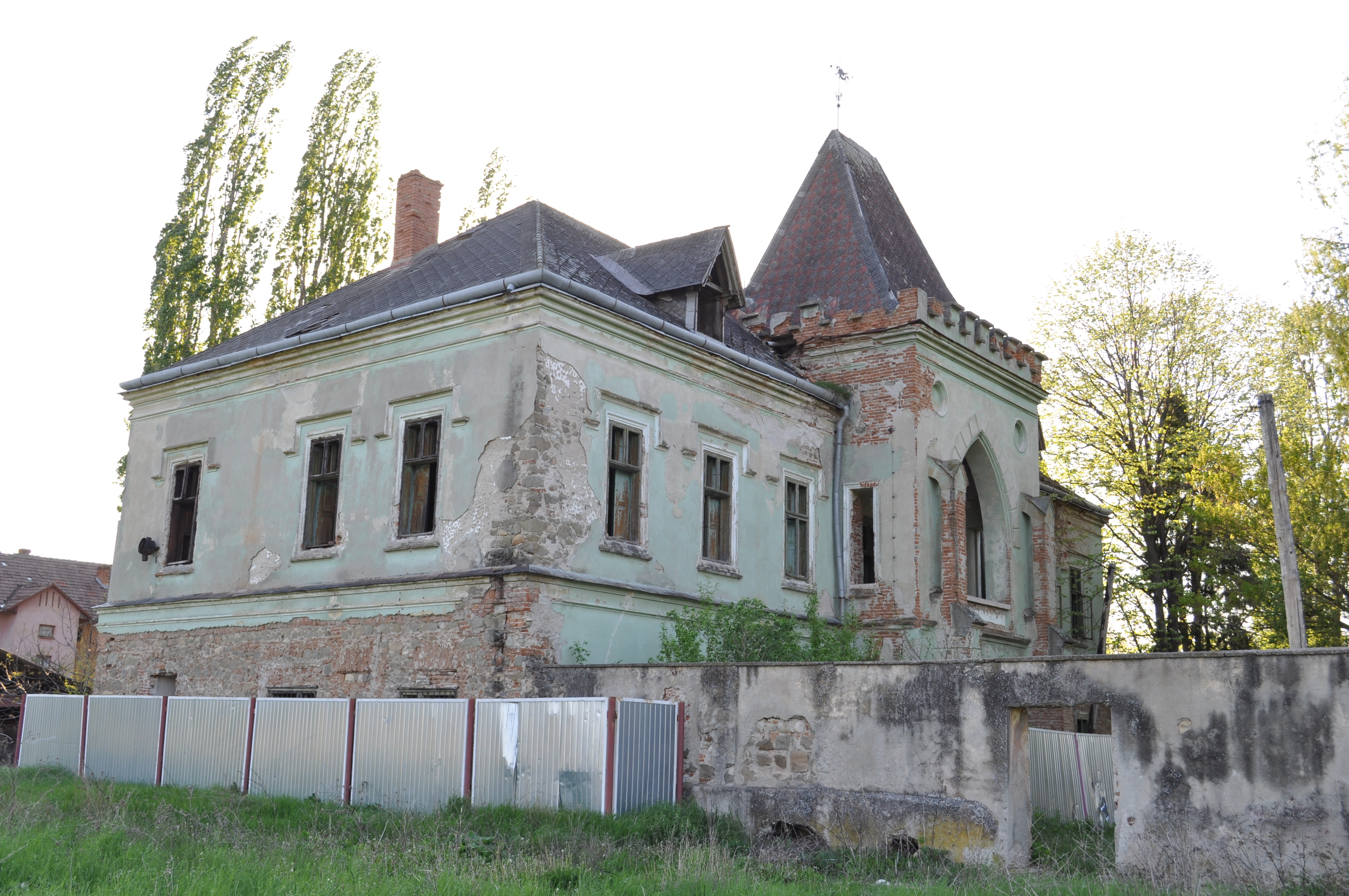
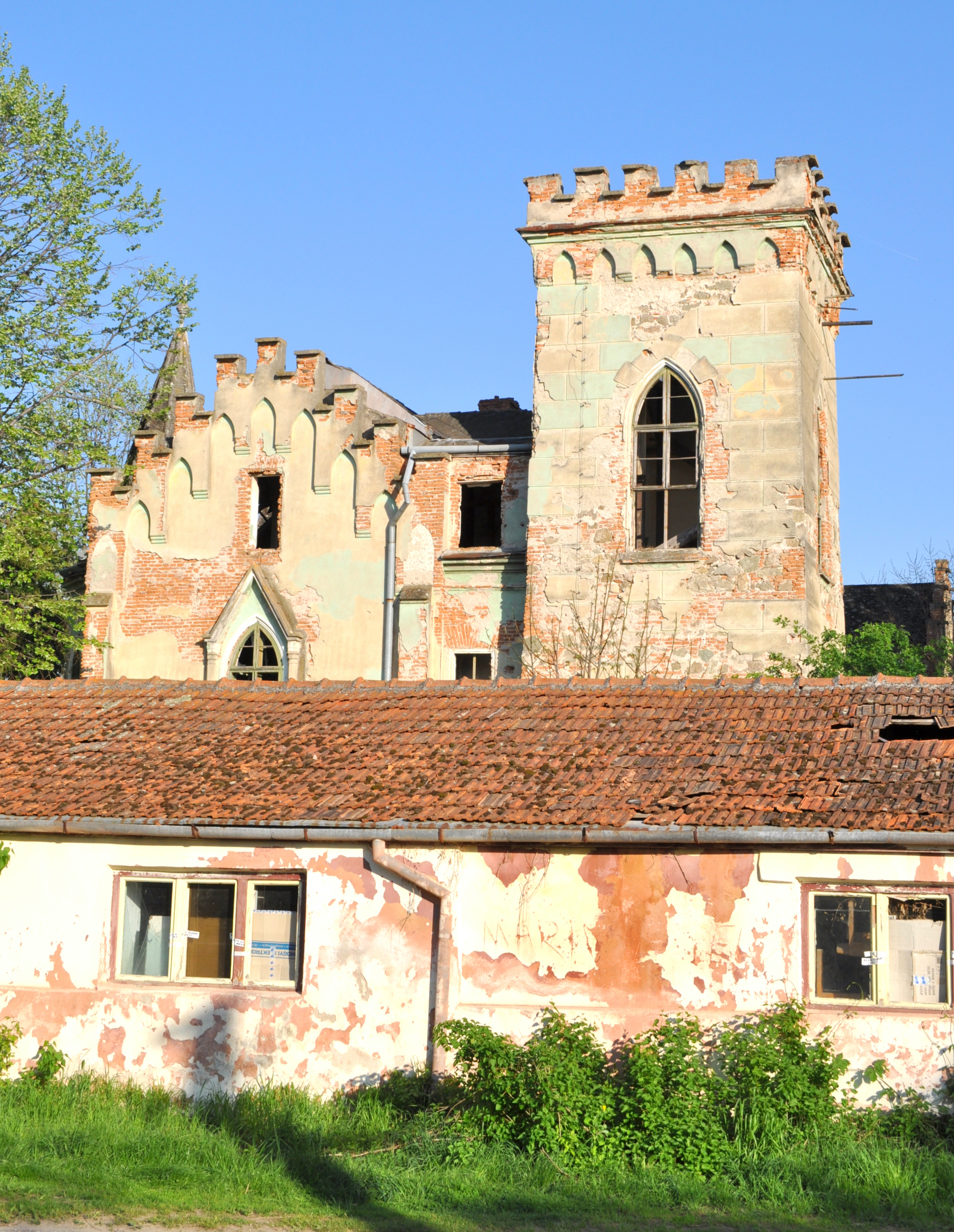
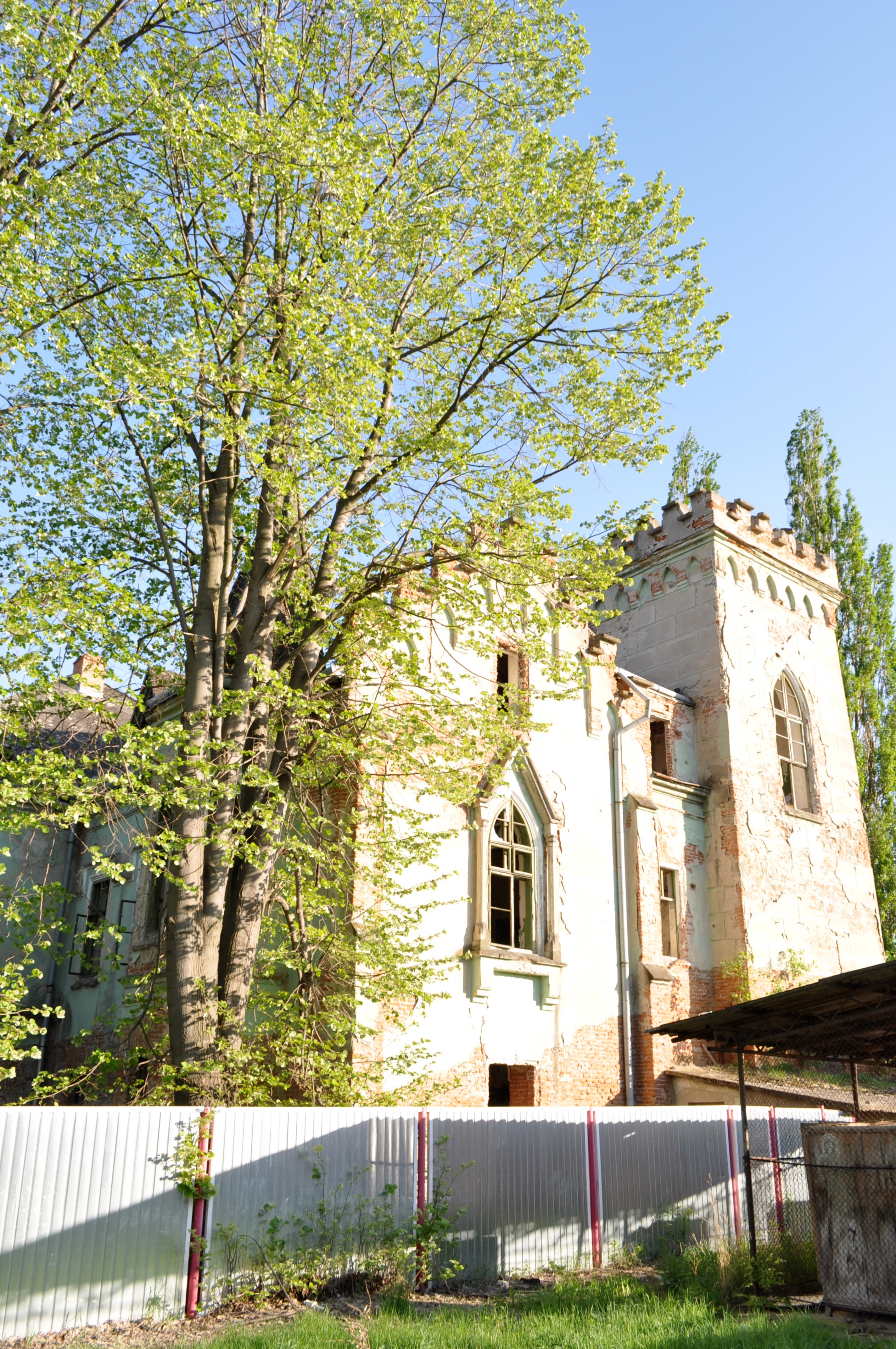
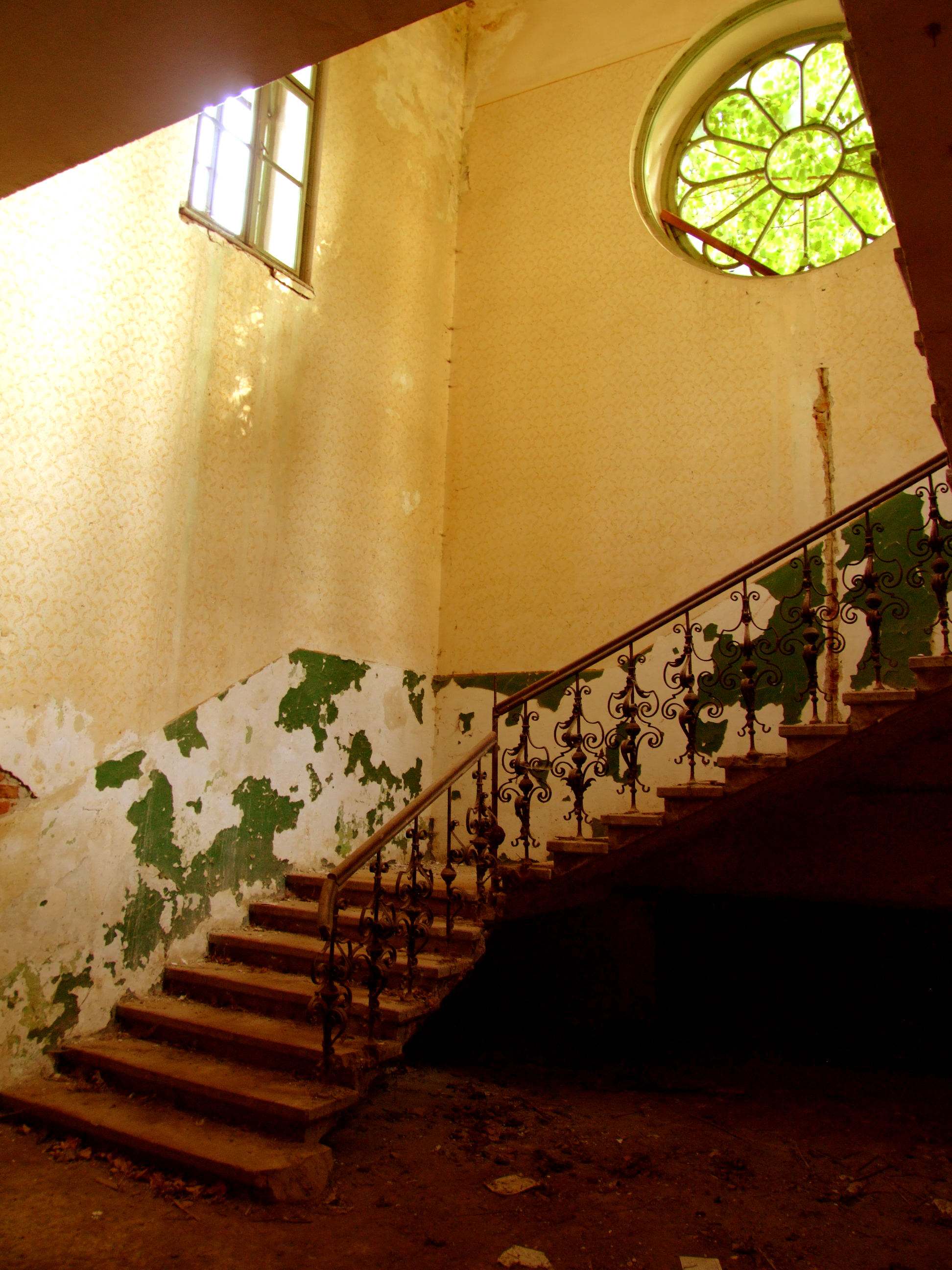
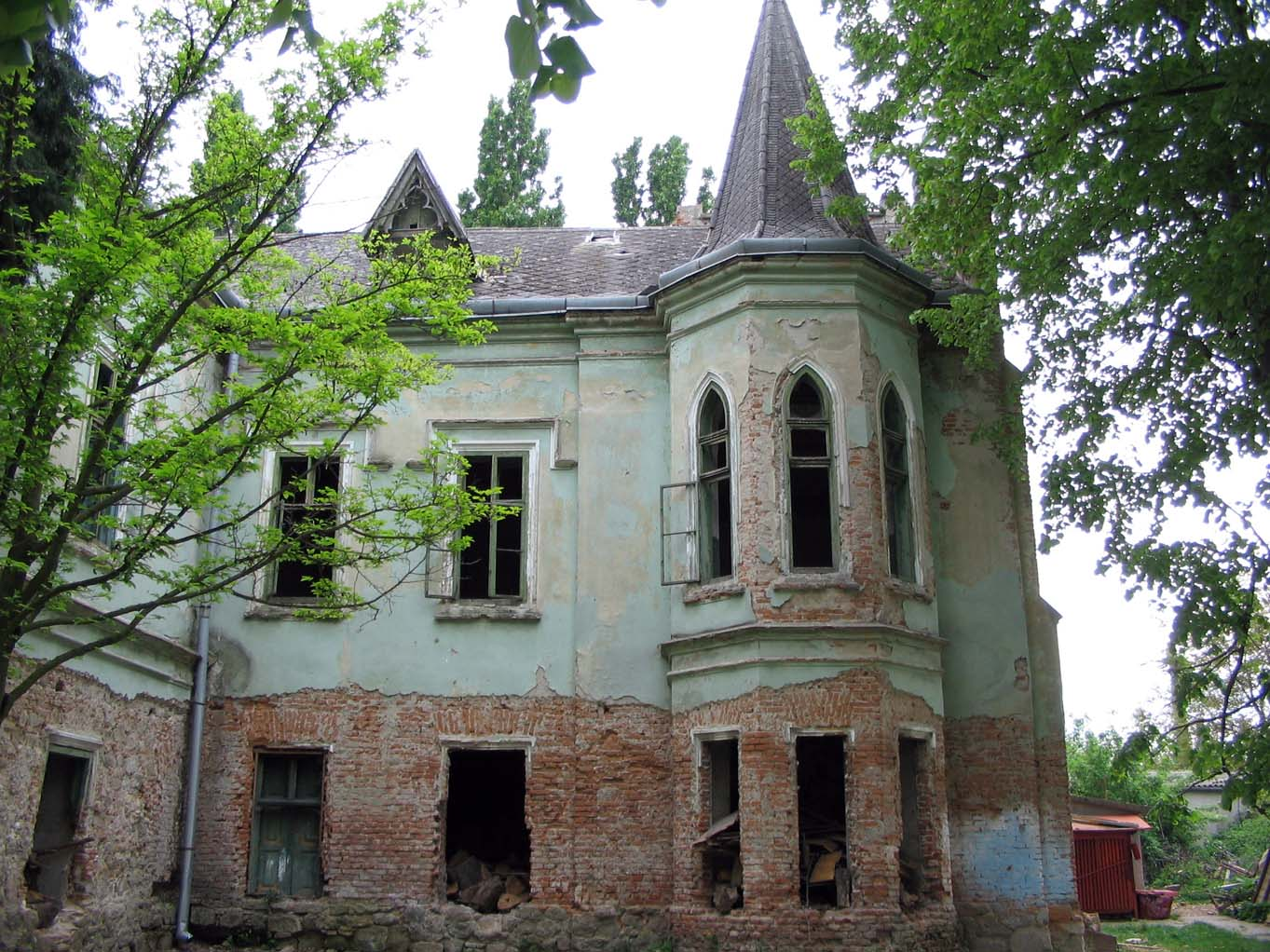
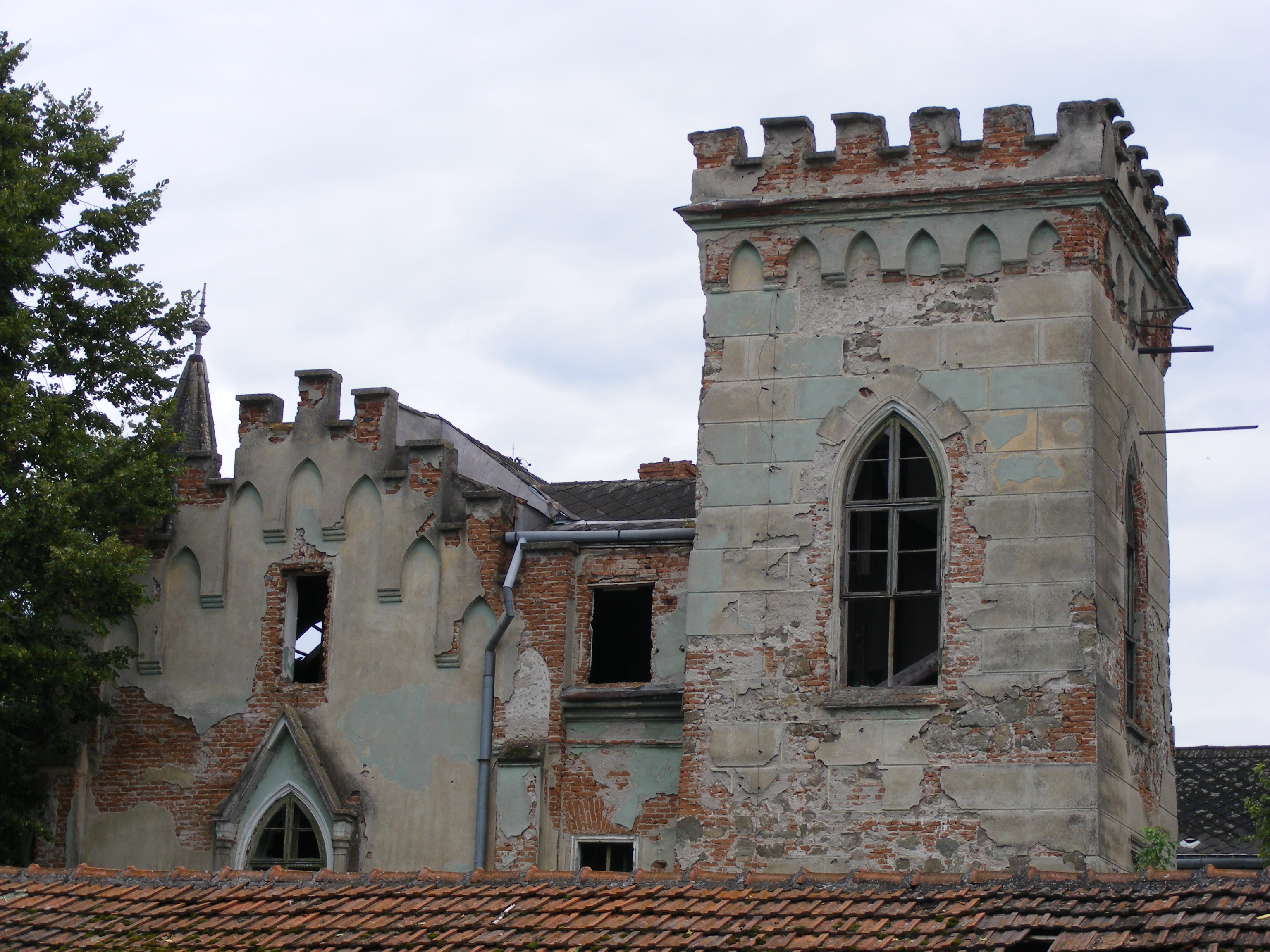